# Lucas Oil Stadium
Lucas Oil Stadium er et stadion i Indianapolis i Indiana, USA, der er hjemmebane for NFL-klubben Indianapolis Colts. Stadionet har plads til 63.000 tilskuere. Det blev indviet 16. august 2008, hvor det erstattede Colts' gamle hjemmebane RCA Dome.
Lucas Oil Stadium var vært for Super Bowl XLVI, i 2012.